# 片埜神社
片埜神社（かたのじんじゃ）は、大阪府枚方市にある神社。式内社で、旧社格は郷社。河内国の一宮。

## 祭神
- 主祭神 - 建速須佐之男大神、菅原道真
- 配神神 - 櫛稻田姫命、八島士奴美神

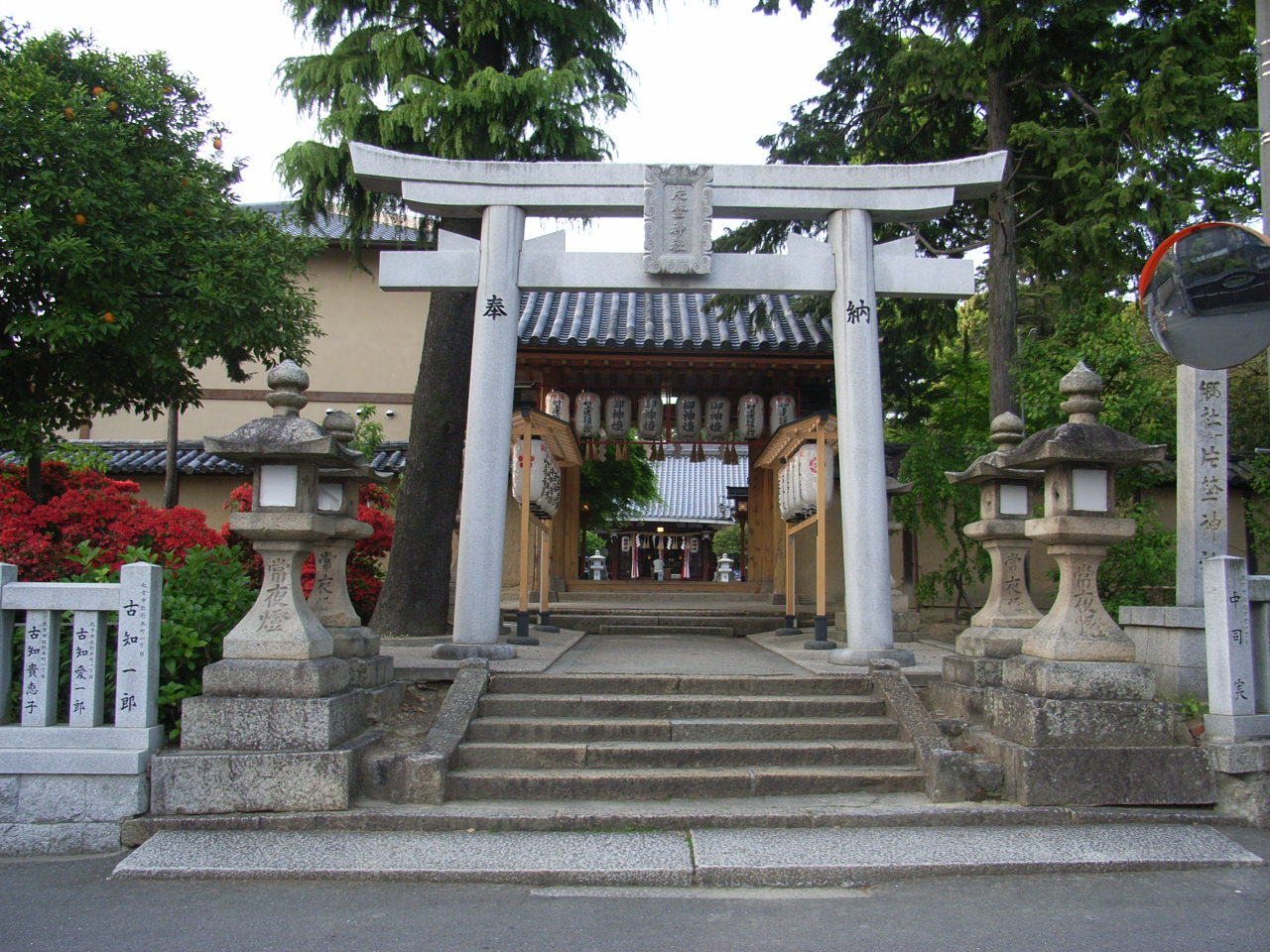
鳥居

このほか、明治時代の近隣の神社の合祀により以下の神が祭神に加えられている（八幡神を祀る神社が複数あったため、八幡神が計4柱祀られている）。
- 天照皇大神、品陀和氣命、天児屋根命、八幡大神、久那戸神、八幡大神、久須須美大神、事代主命など

社家である岡田家の家譜には「土師家の鎮守」と書かれている、なお、当社の祭神について『神名帳考証』には「饒速日命」、『特選神名牒』には「交野忌寸の祖神」と書かれているが、片埜神社側ではこれらを否定している。

## 歴史

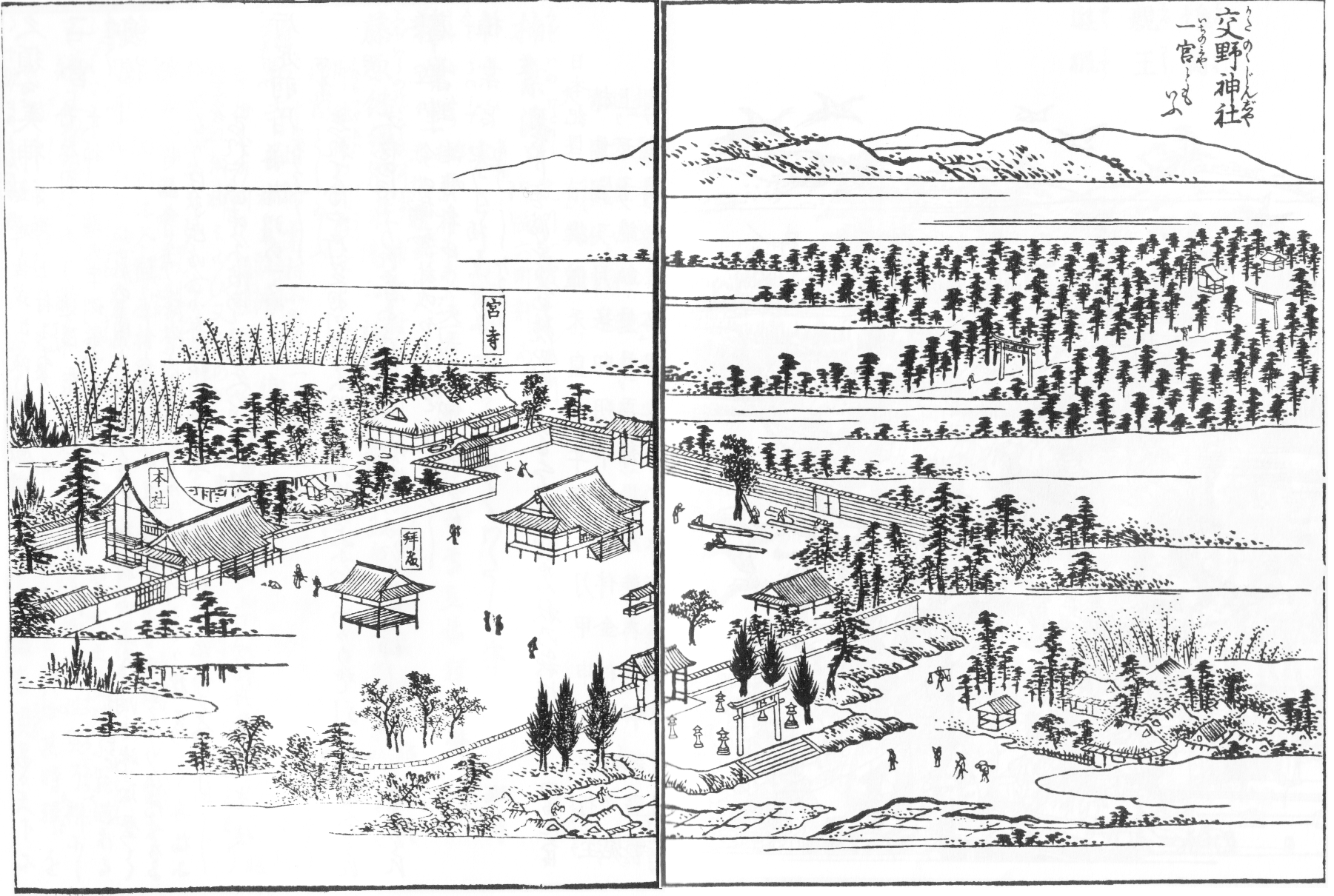
河内名所図会｢交野神社｣（片埜神社）

社伝によれば、垂仁天皇の時代に出雲国の豪族である野見宿禰が、当麻蹴速との相撲に勝った恩賞として当地を拝領し、出雲の祖神である建速須佐之男大神を祀って一族の鎮守としたのに始まるとする。
欽明天皇の時代には、この一帯の古名で交野郡や交野市の地名の由来でもある「片埜」（片野、交野）から「片野神社」の社号を賜ったとされ、交野郡の産土社となっている。
平安時代中期、野見宿禰の後裔・土師氏の子孫である菅原道真が天神として祀られるようになると、天徳4年（960年）に当社でも菅原道真が配祀された。社家の岡田家は野見宿禰の後裔であるという。
『延喜式神名帳』では「河内国交野郡 片野神社 鍬靫」と記され、式内小社に列している。かつては広大な社地を有し、「交野の御野」「牧野の桜」と呼ばれる桜の名所として歌枕ともなっていた。
交野郡の中では大きい神社であったこともあり、平安時代後期には社名を「一宮（いちのみや）」に改めている。
鎌倉時代の元弘の乱で兵火に罹るが後に再建されている。
戦国時代の三好三人衆と松永久秀の戦いに巻き込まれてしまい荒廃したが、天正11年（1583年）に羽柴秀吉が大坂城を築城する際、当社は大坂城の鬼門の方角にあることからその鬼門鎮護の社とされ、復興された。また、大坂城天守の北東の石垣に鬼面を刻み（これは現存しない）、当社と対面させたという。
慶長7年（1602年）には豊臣秀頼が片桐且元を奉行として本殿、拝殿、南門などの社殿を再建している。この時、交野郡の一宮（牧野坂の片埜神社）である当社の他にも、二宮（舟橋の二ノ宮神社）と三宮（穂谷の三ノ宮神社）も大坂城の鬼門鎮護の社として修復を行ったという。
江戸時代には牛頭天王を祀る神社となっており「一宮牛頭天王」を正式名称としていたが、明治時代に旧牧野村内の神社を合祀した際、かつての「片埜神社」に復し、郷社に列せられている。
明治時代に旧牧野村内の以下の神社を合祀した。
- 粟倉神社（大字小倉。祭神：品陀和氣命）
- 百済王神社（大字禁野。祭神：百済王命・素戔嗚命。中宮の百済王神社とは別）
- 御狩神社（大字禁野。祭神：大鷦鷯命・百済王・進雄命）
- 産土神社（大字磯島。祭神：品陀和氣命）
- 産土神社（大字上島。祭神：品陀和氣命・天照皇大神・天児屋根命）
- 八幡神社（大字下島。祭神：品陀和氣命）
- 産土神社（大字宇山。祭神：品陀別命）
- 産土神社（大字養父。祭神：品陀別命）
- 道祖神社（大字養父。祭神：久那戸神）
- 式内・久須須美神社（大字養父。祭神：久須須美大神）

大坂城の鬼門除けの神社とされたことから、現在でも方除・厄除の神として信仰されている。またこれらのことにより、鬼は片埜神社の象徴・守り神とされている。絵馬や御朱印には鬼面が描かれており、節分の豆まきでは「鬼は内」と唱える。

### 式内・久須須美神社について
1909年（明治42年）に合祀された式内・久須須美神社は、合祀以前は旧坂村字九頭神の氏神であった。鎮座地は当社の南東の現在の牧野本町1丁目7番地のあたりだが、住宅地となっており場所の特定は難しくなっている。祭神は神社名のままの「久須須美大神」としていた。神社本庁『平成祭礼データ』では、久須須美神は櫛御気野神・家津御子神・熊野櫛御毛奴神・熊野加武呂乃神などと異名同神としている。式内・久須須美神社の社号標が片埜神社境内の林の中に建てられている。
なお、大和国城下郡にも同名の式内社（現・村屋坐弥富津比売神社境内摂社）があるが、関連は不詳である。

### アテルイ・モレの塚
境内の北に隣接している牧野公園はかつては当社の社地の一部で、公園敷地の中央にある塚は大墓公阿弖利爲の首塚と呼ばれている。
1979年（昭和54年）3月25日『河北新報』は地元には古くから”戦いに負けた大物武将の首塚がある”との伝承があった……同神社から北東に1キロほど離れた同市宇山町の竹やぶでも高さ3メートル、周囲5メートルぐらいの古塚が発見され、朽ちはてた桜の古木とともに、古くから「蝦夷の統領が処刑された場所」と伝えられていることがわかったと報道している。さらに2007年には「伝 阿弖流為 母禮之塚」の石碑が建立された。
また当社では、物語などで語られる阿弖利爲と坂上田村麻呂の友情・ライバル関係といった話から、友情・結縁の御守りとしてアテルイの御守を授与している。

## 境内
- 本殿（重要文化財） - 慶長7年（1602年）に豊臣秀頼が片桐且元を奉行として再建。三間社流造、檜皮葺[5]。
- 拝殿 - 慶長7年（1602年）に豊臣秀頼が片桐且元を奉行として再建。
- 石造灯籠（大阪府指定有形文化財） - 無銘であるが鎌倉時代の作とされ、かつて当社にあった神宮寺のものと推定されている。
- 社務所
- 皇大神宮遥拝所
- 東門（大阪府指定有形文化財） - 黒門とも呼ばれる。室町時代後期に作られた棟門であったが、後に改造されて四脚門とされた。四脚門、本瓦葺[5]。
- 南門（大阪府指定有形文化財） - 正門。赤門とも呼ばれる。慶長7年（1602年）に豊臣秀頼が片桐且元を奉行として再建。四脚門、本瓦葺[5]。

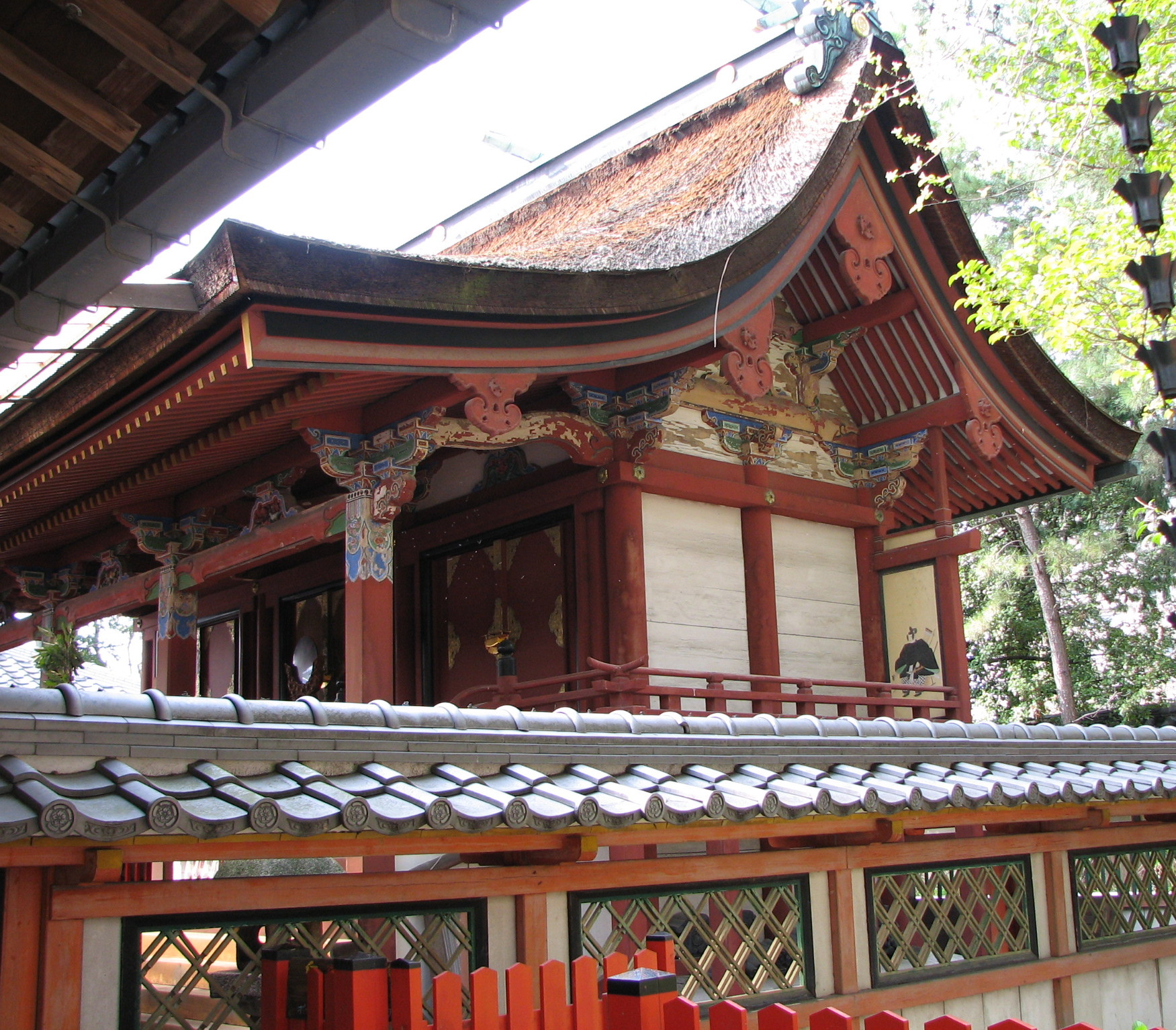
本殿（重要文化財）
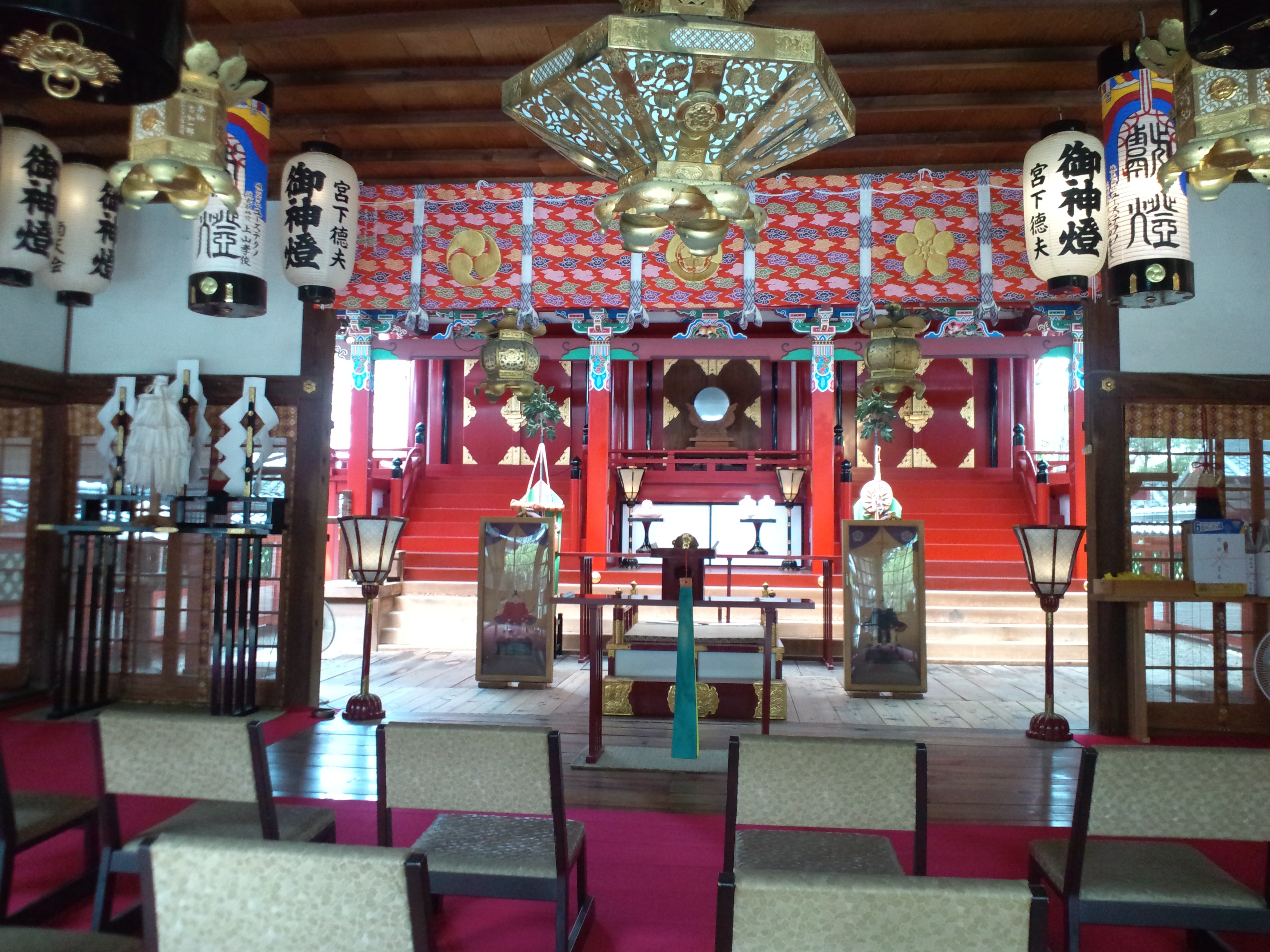
拝殿内
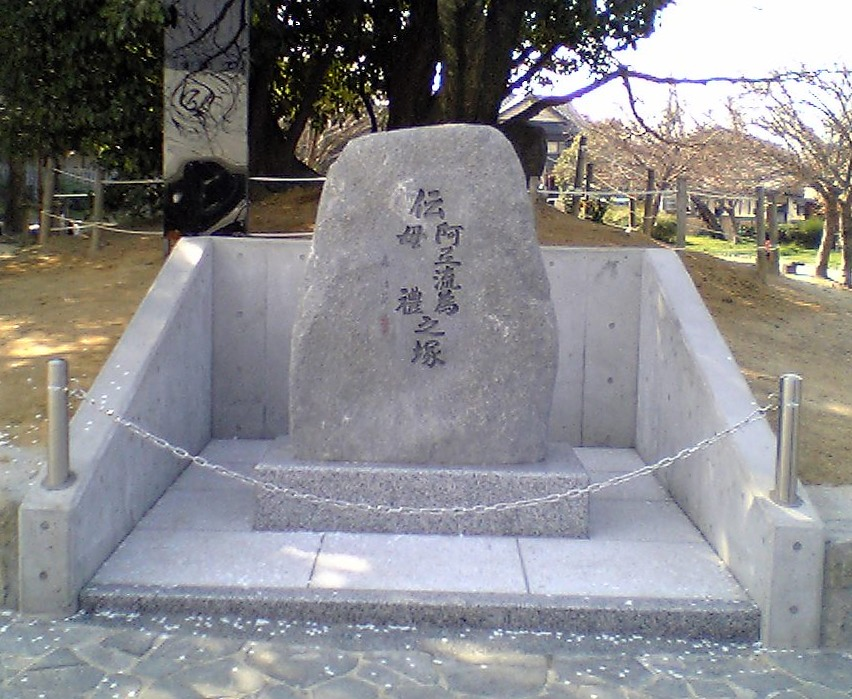
伝阿弖流為・母禮之塚

## 摂末社

### 境内社

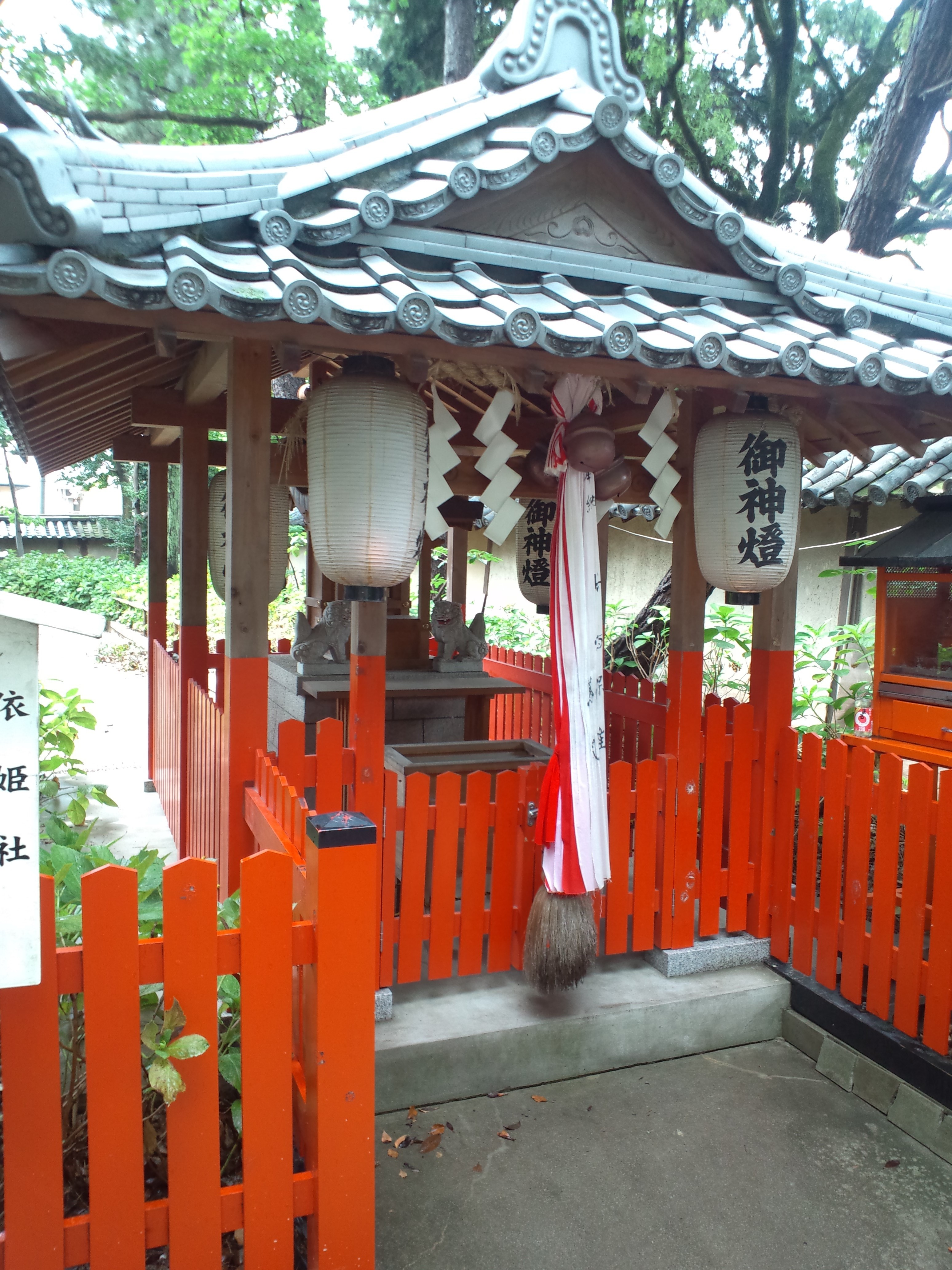
依姫社（境内社）

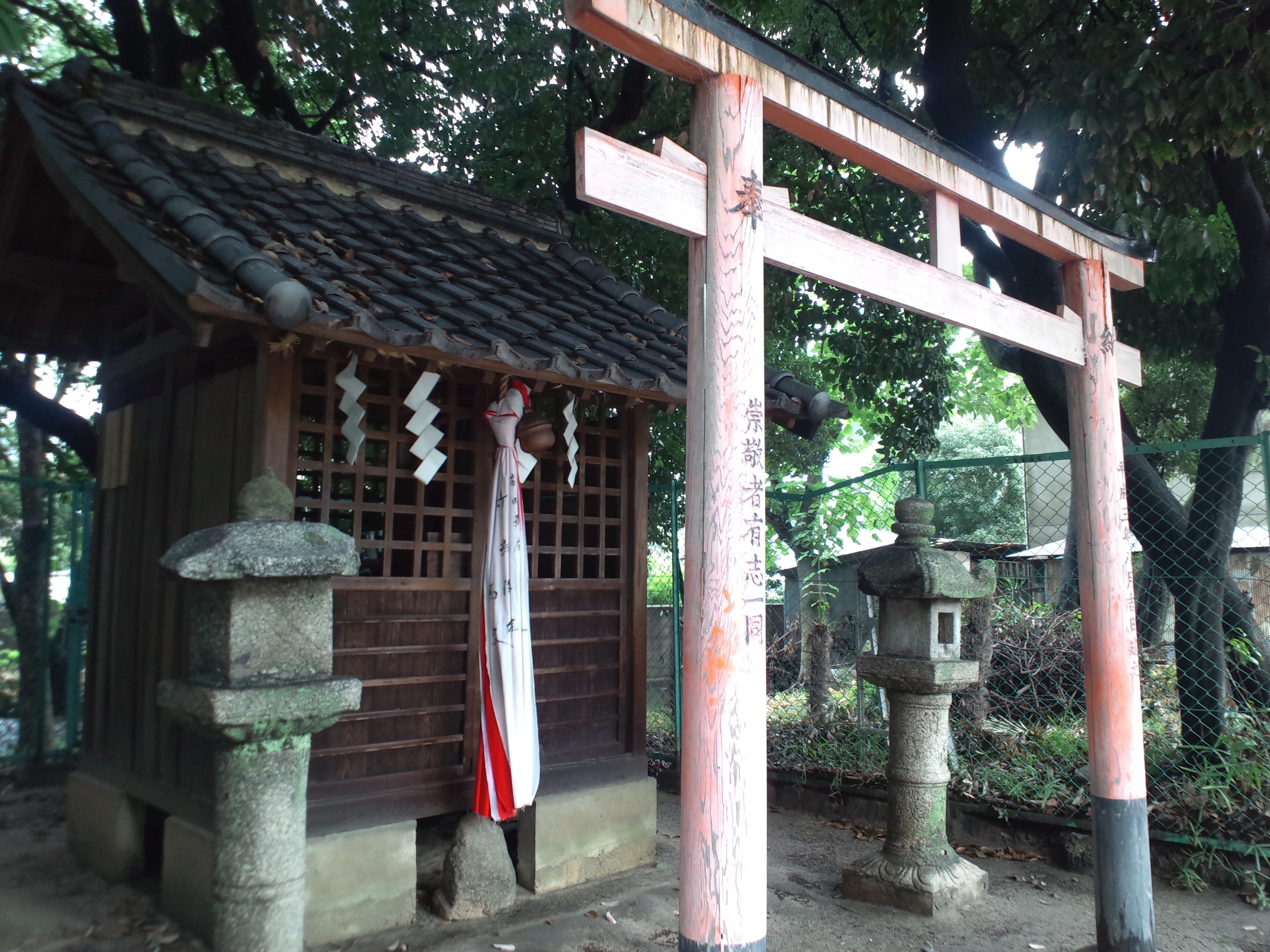
瘡神社（境外社）

- 稲荷社 - 祭神：保食神、武甕槌神、経津主神、天児屋根命、比咩大神、品陀和気命、久那戸神
- 依姫社 - 祭神：玉依姫命、大国主命、市寸島姫命

### 境外社
両社とも境内地の東方にあり、枚方東消防署阪出張所を挟むように建っている。
- 朝原神社 - 祭神：猿田彦命。旅行安全・子孫繁栄の神とされる
- 瘡神社 （くさがみ-） - 祭神：火酢芹命
  - 菅原道真が大宰府へ向う途中、当地で道真の馬が病気で倒れた。回復の見込みがないため道真一行は馬を地元の人に託して出発した。馬は介抱の甲斐なく亡くなり、路傍に埋葬された。その場所は、地元の人が馬に供えた草でいっぱいになったことから、いつしか「草神様」と呼ばれるようになった。この「草」が「瘡（くさ）」と同音であることから、後に瘡（皮膚病）に霊験のある神とされるようになり、社名も「瘡神社」となった。現在の祭神は火酢芹命であるが、これは後に定められたものである。
  - 本殿がなく、拝殿の後にある池を拝む形になる。道真の馬が祀られる以前から池が信仰の対象となっていたようである。現在拝殿となっている建物は、以前は「お籠り堂」として使われていたもので、皮膚病平癒の祈願のためのお籠りが行われていた。

## 文化財

### 重要文化財
- 本殿 附：棟札（1枚） - 「再興慶長七年壬寅十一月如意珠日」の記がある。

### 大阪府指定有形文化財
- 片埜神社 2棟
  - 東門
  - 南門
- 石造灯籠 - 鎌倉時代末期ごろ[5]。

## 所在地
- 大阪府枚方市牧野阪2丁目21-15

## アクセス
- 京阪本線 牧野駅より東へ徒歩約5分